# Marticorenia foliosa
Marticorenia foliosa (Phil.) Crisci, 1974 è una specie di pianta angiosperma dicotiledoni della famiglia delle Asteraceae. È l'unica specie del genere Marticorenia Crisci, 1974.

## Descrizione
Questa specie ha un habitus perenne arbustivo con il fusto principale legnoso. Queste piante sono prive di lattice.
Le foglie lungo il caule sono disposte in modo alternato; sono sessili e decorrenti. La lamina fogliare è ovato-ellittica, lobulata o altrimenti lanceolata.
Le infiorescenze sono composte da capolini raccolti in formazioni corimbose. I capolini sono omogami, formati da un involucro a forma emisferica composto da brattee (o squame) all'interno delle quali un ricettacolo fa da base ai fiori. Le brattee, simili a foglie, disposte su 2 serie in modo embricato sono di tipo lineare-lanceolato. Il ricettacolo, leggermente pubescente, a forma più o meno concava è nudo (senza pagliette) oppure no.
I fiori sono tetraciclici (a cinque verticilli: calice – corolla – androceo – gineceo) e in genere pentameri (ogni verticillo ha 5 elementi). I fiori sono ermafroditi e fertili.
- Formula fiorale:

*/x K {\displaystyle \infty }, [C (5), A (5)], G 2 (infero), achenio
- Calice: i sepali del calice sono ridotti ad una coroncina di squame.
- Corolla: le corolle sono bilabiate: il labbro esterno ha tre denti, quello interno è bifido con due lobi revoluti. Le corolle sono colorate di viola/rosa.
- Androceo: l'androceo è formato da 5 stami con filamenti liberi e antere saldate in un manicotto circondante lo stilo.[11] Le antere in genere hanno una forma sagittata con appendici apicali acute. Le teche sono calcarate (provviste di speroni) e provviste di code. Il polline normalmente è tricolporato a forma sferica (può essere microechinato).
- Gineceo: il gineceo ha un ovario uniloculare infero formato da due carpelli.[11] Lo stilo è unico e con due stigmi. Gli apici degli stigmi sono troncati e sono ricoperti da piccole papille o in qualche caso da peli penicillati. L'ovulo è unico e anatropo.

I frutti sono degli acheni con pappo. La forma degli acheni è cilindrica (raramente è compressa); le pareti sono ricoperte da coste (raramente sono presenti dei rostri) e sono glabre (o eventualmente setolose). Il carpoforo (o carpopodium) è uno stretto anello o corto cilindro oppure è assente. Il pappo (raramente è assente) è formato da setole disposte su una serie, sono barbate o piumose del tutto o a volte sono subpiumose solo apicalmente, ed è direttamente inserito nel pericarpo o connato in un anello parenchimatico posto sulla parte apicale dell'achenio.

## Biologia
- Impollinazione: l'impollinazione avviene tramite insetti (impollinazione entomogama tramite farfalle diurne e notturne).
- Riproduzione: la fecondazione avviene fondamentalmente tramite l'impollinazione dei fiori (vedi sopra).
- Dispersione: i semi (gli acheni) cadendo a terra sono successivamente dispersi soprattutto da insetti tipo formiche (disseminazione mirmecoria). In questo tipo di piante avviene anche un altro tipo di dispersione: zoocoria. Infatti gli uncini delle brattee dell'involucro si agganciano ai peli degli animali di passaggio disperdendo così anche su lunghe distanze i semi della pianta.

## Distribuzione e habitat
La specie di questa voce è distribuita nel Cile.

## Tassonomia
La famiglia di appartenenza di questa voce (Asteraceae o Compositae, nomen conservandum) probabilmente originaria del Sud America, è la più numerosa del mondo vegetale, comprende oltre 23.000 specie distribuite su 1.535 generi, oppure 22.750 specie e 1.530 generi secondo altre fonti (una delle checklist più aggiornata elenca fino a 1.679 generi). La famiglia attualmente (2021) è divisa in 16 sottofamiglie.

### Filogenesi
La sottofamiglia Mutisioideae, nell'ambito delle Asteraceae occupa una posizione "basale" (si è evoluta precocemente rispetto al resto della famiglia) ed è molto vicina alla sottofamiglia Stifftioideae. La tribù Nassauvieae con la tribù Mutisieae formano due "gruppi fratelli" ed entrambe rappresentano il "core" della sottofamiglia.
Il genere Marticorenia descritto da questa voce appartiene alla tribù Nassauvieae. Le specie di questo genere sono state segregate dal genere Leucheria. In uno studio recente (2018) il genere Leucheria risulta appartenere ad un clade (interno alla tribù) formato dai generi Leucheria, Moscharia, Oxyphyllum e Polyachyrus. Probabilmente anche la specie Marticorenia foliosa appartiene a questo gruppo o vi è molto vicina da un punto di vista evolutivo.
Marticorenia si distingue da Leucheria per i seguenti caratteri:
| Carattere                                   | Leucheria                                                                       | Marticorenia                                 |
| ------------------------------------------- | ------------------------------------------------------------------------------- | -------------------------------------------- |
| Portamento                                  | erbaceo, perenne o annuale                                                      | arbustivo                                    |
| Foglie                                      | forma variabile ma non ovato-lobulate; inoltre le foglie basali sono picciolate | tute le foglie sono ovato-lobulate e sessili |
| Ricettacolo                                 | glabro senza pagliette                                                          | pubescente con pagliette                     |
| Corolla                                     | glabra                                                                          | pubescente                                   |
| Polline (tessuto di separazione nell'esina) | non parallelo (a zigzag)                                                        | parallelo                                    |
| Numero cromosomico                          | 2n = 40                                                                         | 2n = 44                                      |

Il numero cromosomico della specie è: 2n = 44.

### Sinonimi
Sono elencati alcuni sinonimi per questa entità:
- Lasiorrhiza foliosa Kuntze
- Leucheria foliosa Phil.